# Kawasaki KR 250-350
Le KR 250-350 sono una serie di motociclette da competizione costruite dalla Kawasaki tra il 1975 e il 1982.

## Storia
I primi progetti della KR risalgono al 1974: è una 250 cm³ due tempi con un motore bicilindrico in tandem, soluzione impiegata per ridurre l'ingombro trasversale del blocco cilindri dovuto alla distribuzione a disco rotante. L'esordio nelle competizioni avvenne alla 100 Miglia di Daytona (gara sorella minore della ben più nota 200 Miglia) 1975, con Yvon Duhamel e Ron Pierce. L'esordio nel Motomondiale è al GP d’Olanda di quello stesso anno: Duhamel si classificò 5°, mentre il compagno di squadra Mick Grant si dovette ritirare per problemi ai freni. Il successivo GP del Belgio segnò un'involuzione, con scarse prestazioni e notevoli vibrazioni. I problemi della KR 250, dovuti a uno scarso raffreddamento, alla fragilità del basamento motore in magnesio e al manovellismo del motore (a 180°), fecero sì che il 1976 fosse dedicato alla loro risoluzione.
Il ritorno alle competizioni della quarto di litro nipponica fu alle 100 Miglia di Daytona e Imola 1977 (pilota l'australiano Gregg Hansford), mentre per il Mondiale furono ingaggiati l'inglese Barry Ditchburn e il giapponese Akihiko Kiyohara. La moto ebbe un buon debutto, con il 2º posto di Kiyohara in Germania Ovest e il 3° di Ditchburn al GP delle Nazioni; successivamente ritornò Grant, che vinse in Olanda e in Svezia, piazzandosi al secondo posto in Finlandia.
Per la stagione 1978 alla KR 250 si affiancò una versione di 350 cm³, ottenuta maggiorando l'alesaggio alla 250. Come piloti furono ingaggiati Kork Ballington, Gregg Hansford, Anton Mang e Jean-François Baldé (gli ultimi due in forma semiufficiale). Con la vittoria del sudafricano Ballington in entrambe le classi, si aprì un ciclo per le bicilindriche di Akashi, dominatrici delle medie cilindrate del Motomondiale sino al 1982, prima con Ballington e poi con Mang.
Per quanto riguarda l'aspetto tecnico, già nella versione '77 era stata introdotta la sospensione posteriore monoammortizzatore (sistema "Uni-Trak"), mentre dal 1980 Mang (e successivamente anche Baldé) impiegò una nuova carenatura, più profilata aerodinamicamente, costruita dalla tedesca Krauser.
La carriera delle KR si concluse con il ritiro della Kawasaki dal Mondiale a fine stagione 1982, dopo aver vinto 8 titoli mondiali e 72 GP (a cui va aggiunto il GP di Spagna 1983 classe 250). Furono costruiti 12 esemplari della KR 250 tipo ‘75, e 40 esemplari circa delle KR tipo ‘77.